# Ekstraliga polska w hokeju na lodzie
Ekstraliga – od sezonu 1955/56 do sezonu 2012/13 najwyższa w hierarchii klasa męskich ligowych rozgrywek hokeja na lodzie w Polsce, będąca jednocześnie najwyższym szczeblem centralnym (I poziomem ligowym). Zmagania w jej ramach toczyły się cyklicznie (co sezon), systemem kołowym od edycji 1983/84 z fazą play-off na zakończenie każdego z sezonów i przeznaczone były dla najlepszych polskich drużyn klubowych. Ich triumfator zostawał mistrzem Polski, zaś najsłabsze zespoły relegowane były na II szczebel ligowy. W latach 1955–2013 rozgrywki o mistrzostwo Polski były organizowane i zarządzane przez Polski Związek Hokeja na Lodzie (PZHL). Od 1955 r. do 1999 r. formalnie pod nazwą I liga (zwyczajowo nazywana Ekstraligą, bądź Ekstraklasą), zaś od sezonu 1999/00 do sezonu 2012/13 oficjalnie nazywana Polską Ligą Hokejową.
8 maja 2013, na mocy umowy, PZHL przekazał organizację i zarządzanie ligowymi rozgrywkami najwyższego szczebla nowo powołanemu podmiotowi o nazwie Polska Hokej Liga Sp. z o.o., a od sezonu 2013/14 noszą one nazwę Polska Hokej Liga.

## Historia
Od pierwszego w historii sezonu zmagań o tytuł mistrza Polski (tj. 1925/26) do edycji 1954/55 zmagania, mające na celu wyłonienie najlepszej drużyny hokejowej w Polsce toczyły się dwuetapowym systemem nieligowym. W pierwszej fazie MP wszystkie zespoły walczyły w poszczególnych okręgach (w ich skład wchodziły po dwa lub trzy województwa), a najlepsze ekipy uzyskiwały awans do centralnego turnieju finałowego MP. Odbywał się on w mieście jednego z uczestników, a jego zwycięzca otrzymywał tytuł mistrzowski. Co prawda w okresie międzywojennym pojawiały się koncepcje powołania nowoczesnej ligi (najbliżej ku temu było w 1938 r., gdy z powodu planowanej reformy systemu na ligowy zrezygnowano nawet z przeprowadzenia mistrzostw Polski), jednak nigdy nie udało się ich zrealizować (po 1939 r. przeszkodził temu z kolei wybuch II wojny światowej).
Wszystko uległo zmianie w 1955 r., gdy Polski Związek Hokeja na Lodzie podjął decyzję o gruntownej reformie systemu rozgrywek o MP i utworzeniu systemu ligowego I i II szczebla. Pierwszy z nich stanowiła I liga, zwyczajowo nazywana ekstraklasą, zaś kolejnym była II liga. Rywalizację w nowej formule zainaugurowano w sezonie 1955/56 w 8-zespołowej lidze, a do premierowej rywalizacji zostało zakwalifikowanych 6 najlepszych drużyn sezonu 1954/55: CWKS Warszawa, Gwardia Bydgoszcz, Górnik Stalinogród, Pomorzanin Toruń, Gwardia Stalinogród, Podhale Nowy Targ, a ponadto ŁKS Łódź i Start Stalinogród. Pierwszym ligowym mistrzem Polski został najlepszy polski zespół hokejowy lat 50. – Legia Warszawa, która tytuł wywalczyła z kompletem punktów (14 zwycięstw w 14 meczach) i bilansem bramkowym 130:17, natomiast pierwszym spadkowiczem okazała się Gwardia Stalinogród.
Przed sezonem 2009/10 nastąpiły kolejne zmiany w rozgrywkach. Dla uatrakcyjnienia I ligi wprowadzono bonus dla dwóch najlepszych zespołów pierwszej rundy – miały dołączyć do ekstraligi. Bonus wywalczyły: KTH Krynica i Polonia Bytom z tym, że Polonia nie zdecydowała się na grę w Ekstralidze. Wakującego miejsca nie zajęła żadna z pozostałych drużyn pierwszoligowych. W nowej, 11-drużynowej ekstralidze nastąpił podział na grupy „lepszą” i „gorszą”. W grupie lepszej rywalizowało 6 zespołów, dwie najlepsze z grupy gorszej (5 ekip) po drugiej rundzie dołączały do lepszej szóstki. W ten sposób tworzone były 4 pary przed rozgrywkami finałowymi play-off. Ekstraligę pierwotnie miały opuścić zespoły z miejsc jedenastego i dwunastego, jednak po rezygnacji Polonii spadek dotyczył tylko ostatniej, jedenastej drużyny. W fazie zasadniczej tej edycji Cracovia zdobyła 104 punkty w 48 meczach, wyrównując tym samym rekord Dworów Unii Oświęcim z sezonu 2002/03. Najwyższy procent zdobytych punktów należy do Podhala Nowy Targ, które w edycji 1976/77 z 44 spotkań sezonu zasadniczego wygrało 36, a 3 zremisowało kończąc rywalizację z 75 "oczkami". Jednak wówczas za zwycięstwo przyznawano 2 punkty, a za remis 1 punkt. Po podliczeniu punktów według zasad, które obowiązują od sezonu 2001/02, gdy za zwycięstwo drużyna otrzymuje 3 punkty, Podhale uzyskałoby 121 punktów. W tym sezonie zawodnicy Podhala ustanowili również rekord w liczbie zdobytych goli pokonując bramkarzy rywali 312 razy.
Od 1971 r. najlepszy zawodnik ligowy, wybrany w plebiscycie, otrzymuje nagrodę – Złoty Kij.
Transmisje telewizyjne ze spotkań PLH od 2006 r. prowadziła TVP Sport, a wcześniej – Wizja TV i Wizja Sport (w latach 1998–2002).
26 kwietnia 2013 PZHL powołał Polską Hokej Ligę Sp. z o.o. celem organizacji i zarządzania ligą zawodową.

## Lista sezonów
(Uwaga! Lista nie jest równoznaczna z listą mistrzów Polski)
| Sezon                     | Mistrz             | Wicemistrz         | 3. miejsce          | Sezon zasadniczy  |
| I liga/Ekstraliga         | I liga/Ekstraliga  | I liga/Ekstraliga  | I liga/Ekstraliga   | I liga/Ekstraliga |
| ------------------------- | ------------------ | ------------------ | ------------------- | ----------------- |
| 1956                      | Legia Warszawa     | Górnik Katowice    | Start Katowice      |                   |
| 1957                      | Legia Warszawa     | Górnik Katowice    | KTH Krynica         |                   |
| 1958                      | Górnik Katowice    | Legia Warszawa     | Podhale Nowy Targ   |                   |
| 1959                      | Legia Warszawa     | Górnik Katowice    | ŁKS Łódź            |                   |
| 1960                      | Górnik Katowice    | Legia Warszawa     | Podhale Nowy Targ   |                   |
| 1961                      | Legia Warszawa     | Górnik Katowice    | Podhale Nowy Targ   |                   |
| 1962                      | Górnik Katowice    | Legia Warszawa     | Podhale Nowy Targ   |                   |
| 1963                      | Legia Warszawa     | Podhale Nowy Targ  | Górnik Katowice     |                   |
| 1964                      | Legia Warszawa     | Podhale Nowy Targ  | Polonia Bydgoszcz   |                   |
| 1965                      | GKS Katowice       | Legia Warszawa     | Polonia Bydgoszcz   |                   |
| 1966                      | Podhale Nowy Targ  | Legia Warszawa     | GKS Katowice        |                   |
| 1967                      | Legia Warszawa     | GKS Katowice       | Pomorzanin Toruń    |                   |
| 1968                      | GKS Katowice       | Pomorzanin Toruń   | Podhale Nowy Targ   |                   |
| 1969                      | Podhale Nowy Targ  | GKS Katowice       | Pomorzanin Toruń    |                   |
| 1970                      | GKS Katowice       | Podhale Nowy Targ  | Baildon Katowice    |                   |
| 1971                      | Podhale Nowy Targ  | Naprzód Janów      | ŁKS Łódź            |                   |
| 1972                      | Podhale Nowy Targ  | Baildon Katowice   | Naprzód Janów       |                   |
| 1973                      | Podhale Nowy Targ  | Naprzód Janów      | Baildon Katowice    |                   |
| 1974                      | Podhale Nowy Targ  | Baildon Katowice   | Naprzód Janów       |                   |
| 1975                      | Podhale Nowy Targ  | Baildon Katowice   | GKS Katowice        |                   |
| 1976                      | Podhale Nowy Targ  | Baildon Katowice   | Naprzód Janów       |                   |
| 1977                      | Podhale Nowy Targ  | Naprzód Janów      | Baildon Katowice    |                   |
| 1978                      | Podhale Nowy Targ  | Zagłębie Sosnowiec | Naprzód Janów       |                   |
| 1979                      | Podhale Nowy Targ  | Zagłębie Sosnowiec | ŁKS Łódź            |                   |
| 1980                      | Zagłębie Sosnowiec | Podhale Nowy Targ  | ŁKS Łódź            |                   |
| 1981                      | Zagłębie Sosnowiec | Podhale Nowy Targ  | GKS Tychy           |                   |
| 1982                      | Zagłębie Sosnowiec | Podhale Nowy Targ  | Naprzód Janów       |                   |
| 1983                      | Zagłębie Sosnowiec | Polonia Bytom      | GKS Tychy           |                   |
| 1984                      | Polonia Bytom      | Zagłębie Sosnowiec | Podhale Nowy Targ   |                   |
| 1985                      | Zagłębie Sosnowiec | Polonia Bytom      | Podhale Nowy Targ   |                   |
| 1986                      | Polonia Bytom      | Podhale Nowy Targ  | Naprzód Janów       |                   |
| 1987                      | Podhale Nowy Targ  | Polonia Bytom      | Naprzód Janów       |                   |
| 1988                      | Polonia Bytom      | GKS Tychy          | Zagłębie Sosnowiec  |                   |
| 1989                      | Polonia Bytom      | Naprzód Janów      | Podhale Nowy Targ   |                   |
| 1990                      | Polonia Bytom      | Podhale Nowy Targ  | Zagłębie Sosnowiec  |                   |
| 1991                      | Polonia Bytom      | Unia Oświęcim      | Podhale Nowy Targ   |                   |
| 1992                      | Unia Oświęcim      | Naprzód Janów      | Podhale Nowy Targ   |                   |
| 1993                      | Podhale Nowy Targ  | Unia Oświęcim      | Polonia Bytom       |                   |
| 1994                      | Podhale Nowy Targ  | Unia Oświęcim      | GKS Katowice        |                   |
| 1995                      | Podhale Nowy Targ  | Unia Oświęcim      | GKS Katowice        |                   |
| 1996                      | Podhale Nowy Targ  | Unia Oświęcim      | TTH Toruń           |                   |
| 1997                      | Podhale Nowy Targ  | Unia Oświęcim      | GKS Katowice        |                   |
| 1998                      | Unia Oświęcim      | Podhale Nowy Targ  | GKS Katowice        |                   |
| 1999                      | Unia Oświęcim      | KTH Krynica        | Podhale Nowy Targ   |                   |
| Polska Liga Hokejowa      |                    |                    |                     |                   |
| 2000                      | Unia Oświęcim      | Podhale Nowy Targ  | KTH Krynica         |                   |
| 2001                      | Unia Oświęcim      | GKS Katowice       | Polonia Bytom       |                   |
| 2002                      | Unia Oświęcim      | GKS Katowice       | GKS Tychy           |                   |
| 2003                      | Unia Oświęcim      | GKS Katowice       | Stoczniowiec Gdańsk | Unia Oświęcim     |
| 2004                      | Unia Oświęcim      | Podhale Nowy Targ  | GKS Tychy           | Unia Oświęcim     |
| 2005                      | GKS Tychy          | Unia Oświęcim      | Cracovia            | Unia Oświęcim     |
| 2006                      | Cracovia           | GKS Tychy          | Podhale Nowy Targ   | Cracovia          |
| 2007                      | Podhale Nowy Targ  | GKS Tychy          | Cracovia            | Cracovia          |
| 2008                      | Cracovia           | GKS Tychy          | Podhale Nowy Targ   | GKS Tychy         |
| 2009                      | Cracovia           | GKS Tychy          | Podhale Nowy Targ   | Podhale Nowy Targ |
| 2010                      | Podhale Nowy Targ  | Cracovia           | GKS Tychy           | Cracovia          |
| 2011                      | Cracovia           | GKS Tychy          | Unia Oświęcim       | Cracovia          |
| 2012                      | KH Sanok           | Cracovia           | Unia Oświęcim       | STS Sanok         |
| 2013                      | Cracovia           | JKH GKS Jastrzębie | GKS Tychy           | STS Sanok         |
| Zobacz: Polska Hokej Liga |                    |                    |                     |                   |

## Bilans klubów
| Liczba tytułów | Klub                         | Lata triumfów |
| -------------- | ---------------------------- | --- |
| 19             | Podhale Nowy Targ            | 1966, 1969, 1971, 1972, 1973, 1974, 1975, 1976, 1977, 1978, 1979, 1987, 1993, 1994, 1995, 1996, 1997, 2007, 2010 |
| 13             | Legia Warszawa               | 1933, 1951, 1952, 1953, 1954, 1955, 1956, 1957, 1959, 1961, 1963, 1964, 1967                                     |
| 10             | Cracovia                     | 1937, 1946, 1947, 1948, 1949, 2006, 2008, 2009, 2011, 2013                                                       |
| 8              | Unia Oświęcim                | 1992, 1998, 1999, 2000, 2001, 2002, 2003, 2004                                                                   |
| 6              | GKS Tychy                    | 2005, 2015, 2018, 2019, 2020, 2025                                                                               |
| 6              | Górnik Katowice/GKS Katowice | 1958, 1960, 1962, 1965, 1968, 1970                                                                               |
| 6              | Polonia Bytom                | 1984, 1986, 1988, 1989, 1990, 1991                                                                               |
| 5              | AZS Warszawa                 | 1927, 1928, 1929, 1930, 1931                                                                                     |
| 5              | Zagłębie Sosnowiec           | 1980, 1981, 1982, 1983, 1985                                                                                     |
| 1              | Pogoń Lwów                   | 1933 |
| 1              | AZS Poznań                   | 1934 |
| 1              | Czarni Lwów                  | 1935 |
| 1              | Dąb Katowice                 | 1939 |
| 1              | KTH Krynica                  | 1950 |
| 1              | KH Sanok                     | 2012 |